# Wilhelm Freiherr von Schorlemer

Wilhelm Freiherr von Schorlemer

Wilhelm Freiherr von Schorlemer (* 25. Mai 1888 in Oldenburg; † 7. Oktober 1965 in Münster) war ein deutscher Politiker (NSDAP) und SA-Führer.

## Leben und Wirken
Er stammt aus dem westfälischen Adelsgeschlecht der Freiherren von Schorlemer. Nach dem Besuch der Volksschule in Oldenburg, des Gymnasiums Marienwerder und von Gymnasien in Preußisch Stargard und Warendorf studierte Schorlemer Landwirtschaft. Nach dem Studium trat er als Fahnenjunker in das Oldenburgische Dragoner-Regiment 19 ein. Von 1914 bis 1918 nahm Schorlemer als Offizier am Ersten Weltkrieg teil, zuletzt als Rittmeister und Adjutant der 1. Garde-Kavallerie-Brigade. Nach seiner Rückkehr aus dem Krieg war Schorlemer erneut in der Landwirtschaft tätig. Politisch begann er sich in den 1920er Jahren in der NSDAP zu betätigen, unter der Mitgliedsnummer 87755, in der er Funktionärsaufgaben als Sekretär der Ortsgruppe Bad Oeynhausen und der Kreisleitung Minden übernahm. Im paramilitärischen Arm der NS-Bewegung, der Sturmabteilung (SA), engagierte Schorlemer sich seit 1930 als SA-Führer. 1933 wurde er zum SA-Gruppenführer „Nordsee“ ernannt.
Vom 1. November 1933 bis zum Juli 1934 saß Schorlemer als Abgeordneter für den Wahlkreis im nationalsozialistischen Reichstag. Nachdem Schorlemer sein Mandat – vermutlich im Zusammenhang mit den Ereignissen des „Röhm-Putsches“ – am 10. Juli 1934 niedergelegt hatte, wurde dieses im Nachrückverfahren auf Hans Burkhardt übertragen, der es für den Rest der Wahlperiode bis zum März 1936 weiterführte. Bei der Reichstagswahl am 29. März 1936 bewarb er sich als Rittmeister a. D. und SA-Gruppenführer in Berlin-Schmargendorf, Beskowstraße 5 II, erneut um ein Mandat, wurde aber nicht gewählt.
Am 9. November 1938 wurde Schorlemer zum SA-Obergruppenführer befördert. Er war Führer der SA-Gruppe „Donau“.
Nachdem der SA-Mann Eduard Honisch 1943 als Abgeordneter aus dem Reichstag ausgeschieden war, beanspruchte die Oberste SA-Führung unter Berufung auf Honischs SA-Zugehörigkeit erneut ein Reichstagsmandat für Schorlemer, hatte mit dieser Forderung jedoch keinen Erfolg.